# یواس‌اس گراهام کانتی (ال‌اس‌تی-۱۱۷۶)
یواس‌اس گراهام کانتی (ال‌اس‌تی-۱۱۷۶) (به انگلیسی: USS Graham County (LST-1176)) یک کشتی بود که طول آن ۴۴۶ فوت (۱۳۶ متر) بود. این کشتی در سال ۱۹۵۷ ساخته شد.